# Шушинский уезд
Шушинский уезд — административная единица в составе Каспийской области, Бакинской (Шемахинской), Елизаветпольской губернии Российской империи. Центр — город Шуша.

## История
Территория Шушинского уезда входила в состав Карабахского ханства, присоединенного в 1813 году к России. В 1822 году здесь было введено русское управление. На основе царской реформы «Учреждение для управления Закавказским краем» от 10 апреля 1840 года в составе Каспийской области был образован Шушинский уезд. Центром был город Шуша.
С 1846 года уезд находился в составе Шемахинской (переименованной в 1859 году в Бакинскую), а с 1868 года — в составе Елизаветпольской губернии. На основе указа от 9 декабря 1867 года «О преобразовании управления Кавказского и Закавказского края». Зангезурский участок был выделен из состава Шушинского уезда и преобразован в Зангезурский уезд. Уездом управляли уездный начальник, его заместитель, казначей, заседатели и городская полиция. В уезде был организован суд.
В 1873 году из состава Шушинского уезда были выделены Джеванширский и Джебраильский участки, преобразованные в Джеванширский и Джебраильский уезды.

## Население
По данным первой всеобщей переписи населения Российской империи 1897 г., в уезде проживало 138 771 чел., а в уездном городе Шуше — 25 881 чел.
Согласно ЭСБЕ население уезда в 1904 году составляло 140 740 чел. (76 519 мужчин и 64 221 женщина).
В хозяйстве уезда основное место занимали земледелие, скотоводство, шелководство, виноградарство, садоводство, пчеловодство. Широко было развито ковровое производство.
| Год  | Всего   | Армяне           | Татары (азербайджанцы) | Великорусы (русские), малорусы (украинцы), белорусы | Поляки      | Курды и езиды | Молдаване / румыны | Грузины     | Немцы       | Аваро-андийские народы | Персы      | Евреи       | Литовцы     | Лезгинские народы | Греки       | Удины       | Остальные   |
| ---- | ------- | ---------------- | ---------------------- | --------------------------------------------------- | ----------- | ------------- | ------------------ | ----------- | ----------- | ---------------------- | ---------- | ----------- | ----------- | ----------------- | ----------- | ----------- | ----------- |
| 1897 | 138 771 | 73 953 (53,29 %) | 62 868 (45,30 %)       | 1 504 (1,08 %)                                      | 142 (0,1 %) | 90 (0,06 %)   | 75 (0,05 %)        | 56 (0,04 %) | 17 (0,01 %) | 9 (0,01 %)             | 8 (0,01 %) | 4 (<0,01 %) | 4 (<0,01 %) | 3 (<0,01 %)       | 2 (<0,01 %) | 2 (<0,01 %) | 34 (0,02 %) |
| 1904 | 140 740 | 81 911 (58,2 %)  | 58 407 (41,5 %)        | 422 (0,3 %)                                         | ---         | ---           | ---                | ---         | ---         | ---                    | ---        | ---         | ---         | ---               | ---         | ---         | ---         |

## Административное деление
Шушинский уезд был разделён на шесть участков: Мигринский, Кебирлинский, Зангезурский, Джеванширский, Челябитский и Варандинский.
В 1913 году в уезд входило 58 сельских правлений:
| - Абдальское — с. Абдал, - Агдамское — с. Агдам, - Агджабединское — с. Агджабеди 1-е, - Азахское — с. Азах, - Араспарлинское — с. Араспарлу, - Арбадузское — с. Арбадуз, - Афатлинское — с. Афатлу, - Ахмед-Агалинское — с. Ахмед-Агалу, - Вейсаллинское — с. Вейсаллу, - Гергерское — с. Гергер, - Гешанское — с. Гешан, - Гиндарсхское — с. Гиндарх, - Гогинское — с. Гога, - Гюлаплинское — с. Гюлаплы, - Даш-Булагское — с. Даш-Булаг, - Джамиатское — с. Джамиат, - Дойранское — с. Дойран, - Енгикендское — с. Енгикенд (Енгиджа), - Зангишалинское — с. Зангишалу, - Зарислинское — с. Зарислу (Зарыслы), - Каджарское — с. Каджар, - Карадаглинское — с. Карадаглу, - Карадулагское — с. Карабулаг, - Кеберлинское — с. Керивенди-Кеберлы, - Келабединское — с. Келабедин, - Кенгерлинское — с. Кенгерлу 1-е, - Кендхуртское — с. Кендхурт, - Кешиш-Кендское — с. Кешиш-Кенд (Кешишкенд) и Кешишкенд (Норакюг), - Киамадинлинское — с. Киамадинлу-Сафор-Али-Бека, - Киаслинское — с. Киаслу, | - Лембаранское — с. Лембаран, - Мали-Беглинское — с. Мали-Беглу (Малибеклы), - Марзелинское — с. Марзелу 1-е, - Нахичеваникское — с. Нахичеваник, - Новрузлинское — с. Новрузлу, - Овшарское — с. Овшар, - Пирджамалское — с. Пирджамал, - Сариджалинское — с. Сариджалу, - Сендлинское — с. Сендлу, - Сизникское — с. Сизник Верхний, Сизник Нижний - Тагавертское — с. Тагаверт, - Тагское — с. Таг, - Тарнаутское — с. Тарнаут, - Тугское — с. Туг, - Уч-Огланское — с. Учоглан, - Ханабадское — с. Ханабад, - Ханазахское — с. Ханазах, - Халфарандинское — с. Халфарандинлу (Халфарадин), - Ханкендское — с. Хан-Кенд (Ханкенды), - Хидирлинское — с. Хидирлу, - Хндзристанское — с. Хндзристан, - Ходжавендское — с. Ходжавенд, - Чеманлинское — с. Чеманлу, - Ченахчинское — с. Ченахчи, - Чертазское — с. Гюней-Чертаз, - Шеллинское — с. Шелли, - Шихлир-Каравендское — с. Шихлир-Каравенд, - Шушикендское — с. Шуши-Кенд, |

## Населённые пункты
Крупнейшие населённые пункты уезда (население, 1908 год)
| №  | Населённые пункты        | Население, всего | в т.ч. Армяне | в т.ч. азербайджанцы |
| -- | ------------------------ | ---------------- | ------------- | -------------------- |
| 1  | Агджабеди                | 1730             | 0             | 1730                 |
| 2  | Гиндарх                  | 1500             | 0             | 1500                 |
| 3  | Гюлаплы                  | 2029             | 2029          | 0                    |
| 4  | Гюней-Чертаз             | 2757             | 2757          | 0                    |
| 5  | Джамият                  | 1688             | 1688          | 0                    |
| 6  | Зарыслы                  | 1850             | 0             | 1850                 |
| 7  | Карадалаг                | 2171             | 0             | 2171                 |
| 8  | Кебирлу                  | 1810             | 0             | 1810                 |
| 9  | Кешишкенд                | 1605             | 1605          | 0                    |
| 10 | Киямадинлу-Гумбаталимбек | 1590             | 0             | 1590                 |
| 11 | Лембован                 | 1783             | 0             | 1783                 |
| 12 | Малибеклы                | 2160             | 0             | 2160                 |
| 13 | Маризлу 1-е              | 1820             | 0             | 1820                 |
| 14 | Овшар                    | 1930             | 0             | 1930                 |
| 15 | Тагаверт                 | 1859             | 1859          | 0                    |
| 16 | Таг                      | 3175             | 3175          | 0                    |
| 17 | Туг                      | 1995             | 1995          | 0                    |
| 18 | Халифалы                 | 2022             | 0             | 2022                 |
| 19 | Ченахчи                  | 1807             | 1807          | 0                    |
| 20 | Шуша                     | 37591            | 20946         | 15653                |
| 21 | Шушикенд                 | 2700             | 2700          | 0                    |